# Solaire de Astora
Solaire de Astora ( /soʊˈlɛər/; soh-LAIR) es un personaje del videojuego Dark Souls (2011). Es un caballero conocido por su gesto característico, Praise the Sun ("Alabado sea el sol"), así como por un comportamiento inusualmente amistoso que contrasta con la mayoría de los otros personajes del videojuego.

## Características
Al igual que el personaje creado por el jugador, Solaire es un "no muerto" que viaja a la tierra de Lordran desde su tierra natal de Astora, aunque en una misión personal para "encontrar su propio Sol". Su mundo y el del jugador entran en contacto en varios momentos durante el juego, y le da al jugador un elemento llamado "Saponita blanca" durante su primer encuentro para que el jugador pueda ser convocado a otros mundos como un fantasma y "participar en una alegre cooperación". También se ofrece a brindar asistencia en varios jefes durante el transcurso del juego. Su "signo de invocación" brilla en dorado en lugar de blanco, y recompensa al jugador con "Medallas de luz solar" luego de una pelea cooperativa exitosa, debido a su membresía en el pacto llamado "Guerreros de la luz solar". El jugador puede unirse al pacto al cumplir con ciertos requisitos, después de lo cual puede ser convocado por una gama más amplia de jugadores y obtener el gesto "Praise the Sun" y el milagro "Lanza relámpago".
Solaire se describe como un guerrero habilidoso que no depende de ningún poder especial para ganar más allá de sus milagros característicos y su riguroso entrenamiento, ya que su equipo no presenta rasgos especiales. Su armadura y escudo están decorados con un sol pintado a mano, que refleja su culto al Sol y, por asociación, a Lord Gwyn. Si bien algunos fanáticos teorizaron que era el hijo primogénito de Gwyn disfrazado, más tarde se demostró que este no era el caso en Dark Souls III. Solaire utiliza una espada larga llamada Sunlight Straight Sword, que se describe como una "espada larga monótona que contiene el mismo poder del sol", además de estar "bien forjada y [mantenida] en buen estado [...] pero es poco probable que esté a la altura de su grandioso nombre". La espada reaparece en Dark Souls II como Sun Sword, y en Dark Souls III con su nombre original, donde sí tiene el poder especial de potenciar el ataque de los aliados. Su armadura y escudo también se pueden obtener en Dark Souls III intercambiando varios artículos.
El jugador normalmente se encuentra por última vez con Solaire en Lost Izalith, donde se ha vuelto loco y hostil al ponerse un gusano de luz solar, que considera su "Sol". Sin embargo, si el jugador abre un atajo y mata al Maggot de antemano, Solaire conserva su cordura y puede ser convocado para el jefe final.

## Desarrollo

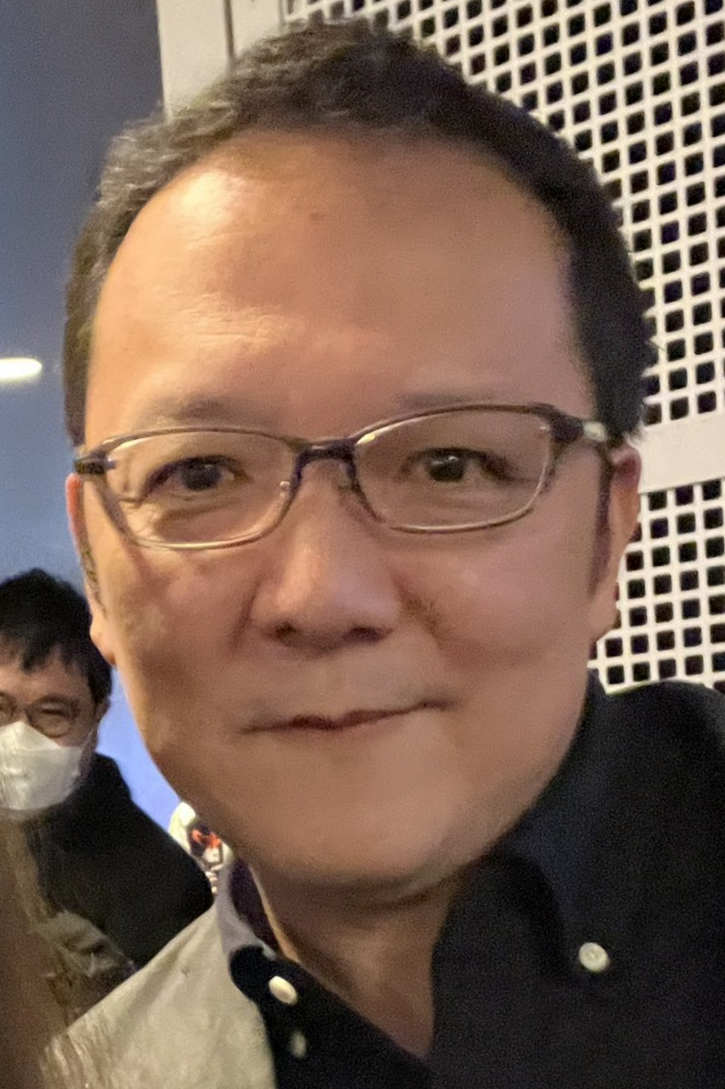
Hidetaka Miyazaki, creador y director de Dark Souls y el personaje.

El gesto "Alabado sea el sol" se concibió antes del personaje de Solaire, y era un gesto sagrado raro que se usaba en Demon's Souls al realizar un milagro mientras se usaba el "Anillo de la oración sincera". El director del juego, Hidetaka Miyazaki, dejó en secreto el gesto en el juego, a pesar de que el editor del juego le dijo que la pose no era "lo suficientemente genial" al demostrarlo físicamente. A partir de ese momento, la pose ganó un significado personal para él, y estaba decidido a incluirla también en Dark Souls. Miyazaki creó el personaje de Solaire para dar reconocimiento al gesto y hacerlo más popular, posicionándolo deliberadamente como un "campeón" que es el primer NPC verdaderamente útil que la mayoría de los jugadores ven en el juego. Asimismo, es el personaje favorito de Miyazaki, quien llegó a diseñar el emblema del Sol que aparece en la armadura de Solaire.

## Merchandise
Se lanzó un Amiibo de Solaire junto con la versión Switch de Dark Souls: Remastered en 2018. Hace que el personaje del jugador en el juego realice el gesto cuando se toca sin ningún requisito previo. Sin embargo, el Amiibo era exclusivo de GameStop, lo que provocó una gran escasez de disponibilidad y lo hizo más raro de lo habitual.

## Recepción
Destructoid nombró a Solaire como uno de sus personajes de videojuegos favoritos de 2011, llamándolo "la encarnación de la camaradería y la generosidad desinteresadas", así como un "loco de mierda". También fue llamado un "rudo total" por Eurogamer. GamesRadar+ calificó la misión de salvar a Solaire como una de las 20 misiones secundarias más singulares en la historia de losvideojuegos, y dijo que "si alguna vez hubo un NPC que valiera la pena salvar, sería él". Matthew Byrd de Den of Geek lo calificó como el tercer mejor NPC de videojuegos y afirmó que "Solaire of Astora es todo lo que no esperas encontrar en Dark Souls. Es optimista, amigable y, si juegas bien tus cartas, servicial".
James Davenport de PC Gamer elogió a Solaire como "un recordatorio con forma humana de que otras personas son todo lo que tenemos", y también dijo que el personaje era "la razón por la que a menudo me opongo al espíritu de 'hacerse bueno' al que se aferran tantos jugadores equivocados de Dark Souls". Dijo que le gustaba el final trágico de Solaire porque era un "llamado a la acción", aunque dijo que salvaría al personaje en su próxima partida.
Solaire fue modificado en Darkest Dungeon como un personaje jugable por un fanático del juego, que fue llamado una "mezcla fantástica" de los dos juegos por PC Gamer. También recibió huevos de Pascua en Borderlands 2 como el "Knight Solitaire" de nombre similar, y en World of Warcraft: Warlords of Draenor como un seguidor llamado "Soulaire of Andorhal". Se incluyó un gesto inspirado en "Praise the Sun" como emoticón en Destiny.